# Claudia Procula
Claudia Valeria Procula è il nome comunemente attribuito alla moglie di Ponzio Pilato, uno dei personaggi della storia evangelica della Passione. Il Vangelo di Matteo, unico a parlare di lei, non riporta il suo nome e solo successivamente la tradizione cristiana la battezzò come Procula, Procla, Prokla, Perpetua o Claudia Procula a seconda delle traduzioni.

## Nella narrazione evangelica

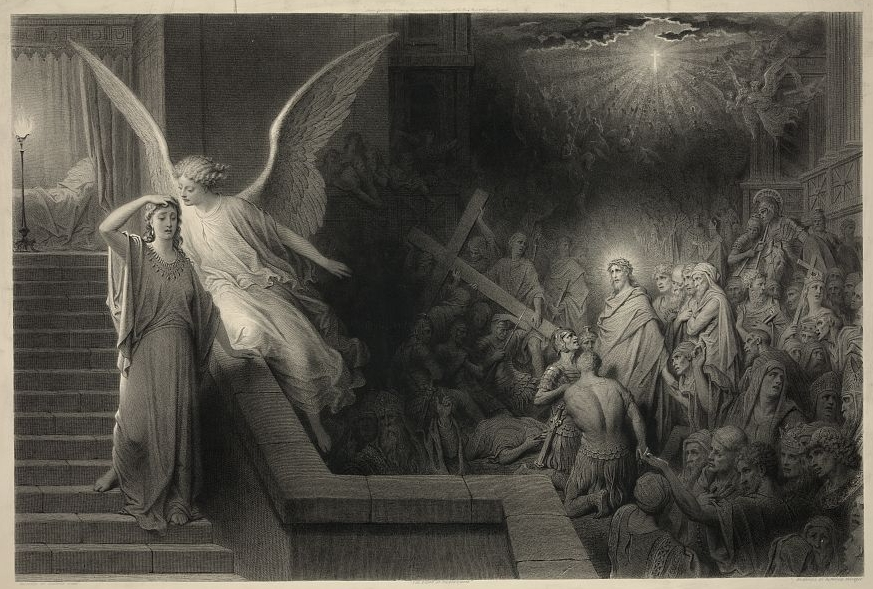
Il sogno della moglie di Pilato, incisione di Alphonse François, a imitazione di Gustave Doré, 1879 ca.

Fra i quattro evangelisti soltanto Matteo nomina la moglie di Pilato. Secondo il resoconto del suo vangelo, mandò un messaggio al marito per dissuaderlo dal condannare Gesù a morte, sollecitata da un sogno: "Mentre egli sedeva in tribunale, sua moglie gli mandò a dire: Non avere a che fare con quel giusto, perché oggi, in sogno, sono stata molto turbata per causa sua" (Matteo 27, 19). Matteo è molto sintetico sulla donna e non esamina il sogno da cui sarebbe stata afflitta.
Il nome Claudia appare solo nella seconda lettera a Timoteo 4,21. 'Affrettati a venire prima dell'inverno. Ti salutano Eubùlo, Pudènte, Lino, Claudia e tutti i fratelli', ma niente la ricollega con la moglie di Pilato. 

### Culto
Procula è riconosciuta santa nella tradizione orientale, perché, in seguito alla visione avuta nell'imminenza del processo, avvertì suo marito di non condannare Gesù a morte. Nella Chiesa greco-ortodossa, è celebrata il 27 ottobre. È nota nella Chiesa ortodossa come Santa Procula, Procla o Prokla.
La Chiesa ortodossa etiopica celebra insieme Pilato e Procula il 25 giugno. La Chiesa etiopica ha canonizzato Pilato come santo nel sesto secolo perché assolse sé stesso dalla colpevolezza della crocifissione. È possibile vedere un'icona greco-ortodossa di Procula.

### Lettere di Procula
Esistono degli scritti che si propongono come autografi di Procula, delle lettere relative al suo periodo trascorso in Giudea. Questi manoscritti furono trovati in un monastero belga a Bruges e trasferiti negli archivi del Vaticano. La studiosa statunitense Catherine van Dyke fu la prima persona a tradurre le lettere in inglese. Esse furono inizialmente pubblicate nella rivista Pictorial Review, aprile 1929. L'intero testo della Lettera di Claudia è ora pubblicato da Issana Press col titolo di "Relics of Repentance".

### Letteratura e filmografia
Sulla base del riferimento evangelico al sogno della moglie di Pilato è stato scritto un dramma. Questo sogno è citato inoltre nel film La tunica del 1953.
Nell'opera rock Jesus Christ Superstar di Andrew Lloyd Webber, la moglie di Pilato non è menzionata, ma il suo sogno è attribuito a Pilato stesso, cosa che gli rende ostico e confuso l'agire durante la scena del processo.
Nel film del 1961 Il re dei re, Procula (Claudia, nel film), interpretata da Viveca Lindfors, è ritratta come una moglie devota e una donna intelligente. Il film, discostandosi dalle fonti storiche ed evangeliche, la propone come la figlia dell'imperatore romano Tiberio. Ne La più grande storia mai raccontata, del 1965, Claudia Procula è interpretata da Angela Lansbury.
Nel 1986, nel film L'inchiesta di Damiano Damiani, il personaggio di Claudia Procula è interpretato dall'attrice scozzese Phyllis Logan.
Nel film del 1987 Secondo Ponzio Pilato, Claudia Procula è interpretata da Stefania Sandrelli e viene fatta menzione del sogno premonitore riferito poi a Pilato (interpretato da Nino Manfredi) per dissuaderlo dal condannare a morte Gesù. 
Nel film del 2004 La passione di Cristo è nota come Claudia, interpretata da Claudia Gerini. In questo film ha un ruolo comprimario e compassionevole. In una scena, Claudia afferma di saper riconoscere la verità quando la sente, in un'altra consola Maria, la madre di Gesù, e generosamente le porge dei panni per pulire il sangue della fustigazione.
La scrittrice Gertrud von Le Fort ha scritto un racconto, La moglie di Pilato, nel quale si narra la vicenda umana di Claudia Procula a fianco del marito Ponzio Pilato e la sua finale e definitiva conversione allo sguardo compassionevole di Gesù di Nazareth.

## Storicità
È probabile che Pilato fosse effettivamente sposato e che sua moglie lo abbia accompagnato mentre era prefetto della Giudea (26-36 d.C.); sebbene ciò fosse inizialmente vietato dalla legge romana, tale divieto fu successivamente abrogato dal Senato romano. Secondo gli storici Jean-Pierre Lémonon, Alexander Demandt e Helen Bond, il racconto della moglie di Pilato sarebbe leggendario. Anche il biblista cattolico Raymond Edward Brown considera il racconto come non storico, sottolineando come episodi simili dove una donna pagana di stirpe nobile mostra simpatia per il giudaismo sono spesso presenti nelle opere dello storico ebraico Flavio Giuseppe, come la Guerra Giudaica. Altri intravedono nella figura della moglie di Pilato una trasposizione di quella di Calpurnia, che avvisò Cesare (divo, ossia figlio di Zeus, suo erede e portatore di una nuova era, e portatore della clemenza, cfr. Cicerone) grazie a un sogno.